# Girona
Girona [ʒiˈɾonə] (inoffiziell auf spanisch Gerona [xeˈɾona]) ist eine spanische Stadt im Nordosten Kataloniens. Bis 1984 trug die Stadt offiziell den spanischen Namen Gerona. Sie hat 107.032 Einwohner (Stand: 2024) und ist Hauptstadt der Provinz Girona und der Comarca Gironès.

## Geographie
Girona liegt an der Mündung des Onyar (span. Oñar, 34 km Länge) in den Ter (208 km Länge). Auch auf dem Stadtgebiet münden die Flüsschen Güell (13,5 km) in den Ter und Galligants (4,5 km) in den Onyar.

## Klimatabelle
|                        | Jan  | Feb  | Mär  | Apr  | Mai  | Jun  | Jul  | Aug  | Sep  | Okt  | Nov  | Dez  |   |      |
| Mittl. Temperatur (°C) | 7,1  | 7,9  | 10,4 | 12,5 | 16,3 | 20,4 | 23,6 | 23,4 | 20,1 | 16,2 | 10,9 | 7,8  | ⌀ | 14,8 |
| Mittl. Tagesmax. (°C)  | 13,1 | 14,1 | 16,7 | 18,8 | 22,4 | 26,6 | 30,1 | 29,8 | 26,1 | 21,8 | 16,6 | 13,6 | ⌀ | 20,8 |
| Mittl. Tagesmin. (°C)  | 1,1  | 1,7  | 4,1  | 6,2  | 10,1 | 14,3 | 17,1 | 17,0 | 14,1 | 10,5 | 5,2  | 2,0  | ⌀ | 8,7  |
|                        |      |      |      |      |      |      |      |      |      |      |      |      |   |      |
| Niederschlag (mm)      | 62   | 51   | 50   | 67   | 71   | 60   | 32   | 46   | 70   | 88   | 70   | 56   | Σ | 723  |
|                        |      |      |      |      |      |      |      |      |      |      |      |      |   |      |
| Sonnenstunden (h/d)    | 4,7  | 5,5  | 5,8  | 6,5  | 7,2  | 8,2  | 9,2  | 8,4  | 6,5  | 5,4  | 4,8  | 4,3  | ⌀ | 6,4  |
|                        |      |      |      |      |      |      |      |      |      |      |      |      |   |      |
| Regentage (d)          | 4,9  | 4,9  | 5,1  | 7,1  | 7,3  | 5,1  | 3,2  | 5,1  | 6,5  | 6,4  | 5,2  | 4,7  | Σ | 65,5 |
|                        |      |      |      |      |      |      |      |      |      |      |      |      |   |      |
| Luftfeuchtigkeit (%)   | 75   | 73   | 70   | 69   | 68   | 63   | 59   | 65   | 70   | 75   | 76   | 76   | ⌀ | 69,9 |

| 1,1 |

| 1,7 |

| 4,1 |

| 6,2 |

| 10,1 |

| 14,3 |

| 17,1 |

| 17,0 |

| 14,1 |

| 10,5 |

| 5,2 |

| 2,0 |

| 1,1 |

| 1,7 |

| 4,1 |

| 6,2 |

| 10,1 |

| 14,3 |

| 17,1 |

| 17,0 |

| 14,1 |

| 10,5 |

| 5,2 |

| 2,0 |

## Geschichte
Die ersten Bewohner der Region waren vermutlich die Iberer. Später errichteten die Römer ein Kastell, das Gerunda genannt wurde. Die Westgoten herrschten über Girona bis zur Eroberung durch die Mauren. Karl der Große eroberte die Stadt 785 zurück und machte sie zu einer der vierzehn ursprünglichen Grafschaften Kataloniens (siehe auch Grafschaft Girona). 793 wurde Girona von Hischam I., dem Emir von Córdoba, zerstört, gebrandschatzt und entvölkert. Wilfried I. schlug 878 Girona der Grafschaft Barcelona zu. Alfons II. verlieh Girona im 12. Jahrhundert die Stadtrechte.
Die frühere Grafschaft wurde 1351 zu einem Herzogtum, als König Peter IV. von Aragon den Titel des Herzogs an seinen erstgeborenen Sohn Johann weitergab. 1414 vergab König Ferdinand I. den Titel des Fürsten von Gerona an seinen erstgeborenen Sohn, Alfons. Der Titel Princesa de Girona wird derzeit von der Infantin Leonor von Spanien geführt.

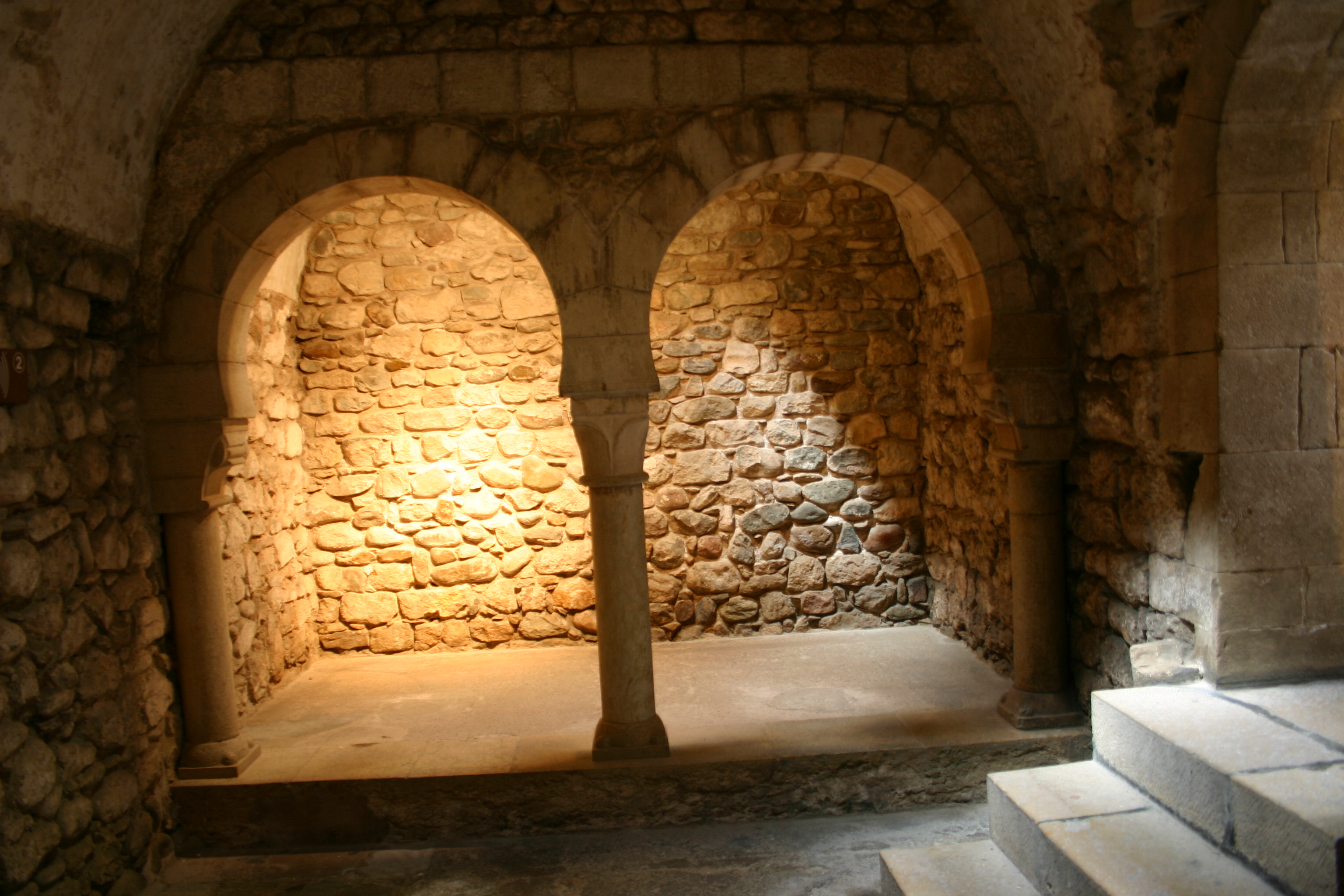
Das maurische Badehaus

Im 12. Jahrhundert lebte eine große jüdische Gemeinde in Girona. Dort war der Sitz einer der wichtigsten kabbalistischen Schulen in Europa. Der Rabbiner von Girona, Nachmanides, wurde zum Oberrabbiner Kataloniens. Die Geschichte der jüdischen Gemeinschaft Gironas endete 1492, als die „Katholischen Könige“ mit dem Alhambra-Edikt alle Juden aus Spanien vertrieben. Das jüdische Ghetto Gironas (genannt Call) ist eines der besterhaltenen in ganz Europa und eine der bekanntesten touristischen Attraktionen.
Mehrfach fanden um die Festung Girona Kämpfe mit Frankreich während des 17. und 18. Jahrhunderts statt. Im Spanischen Erbfolgekrieg kam es 1711 zu einer größeren Belagerung. Während des Freiheitskrieges gegen die Franzosen befahl Napoleon 1808 deren Einnahme. Erst beim dritten Versuch (Belagerung von 1809) fiel die Stadt nach einer siebenmonatigen Belagerung in die Hände der Franzosen. Die Stadtmauern wurden geschleift, was im 19. Jahrhundert die Vergrößerung der Stadt ermöglichte.
Die Zeit vor dem  Spanischen Bürgerkrieges war geprägt von den sozialen Verwerfungen der Weltwirtschaftskrise, weswegen Offiziere der Garnison Girona den Staatsstreich des Generals Francisco Franco vom 19. Juli 1936 unterstützten. Nach der Niederschlagung des Staatsstreiches in Barcelona verweigerten am 22. Juli 1936 die Soldaten der Garnison den Offizieren den Gehorsam. Von den damals rund 30.000 Einwohnern Gironas waren 6.000 in der syndikalisten Gewerkschaft C.N.T organisiert, die nach der unblutigen Niederschlagung des Staatsstreiches in Girona die Verwaltung der Stadt übernahm. Die eingeleiteten syndikalisten Reformen umfassten neben der Verbesserung der hygienischen Verhältnisse durch die Sanierung des Abwassersystems auch die Kollektivierung von Unternehmen. Zur Verteidigung der Republik zogen insgesamt 2.000 Gironeser an die Front. Nach der Einnahme Barcelonas durch die Truppen Francos am 26. Januar 1939 floh Ministerpräsident Negrín wie viele republiktreue Einwohner Spaniens über Girona nach Frankreich, wo sie in das Internierungslager Argelès-sur-Mer kamen. Am 4. Februar 1939 besetzten die Truppen Francos die Stadt. Während des Krieges erlitt die Stadt Verwüstungen durch die Kämpfe und die Belagerung durch die Truppen Francos.
2016 wurde die Stadt mit dem Europapreis für ihre herausragenden Bemühungen um den europäischen Integrationsgedanken ausgezeichnet.

## Demografie
Gironas Bevölkerungsentwicklung weist seit 1842 drei Phasen auf: 
1. Von 1842 bis 1960 vervierfachte sich die Einwohnerzahl von ca. 8.000 auf ca. 32.000 Einwohner. Das Wachstum verlief im Vergleich zu anderen Städten der Industrialisierung stetig, aber langsam.
2. Zwischen 1960 und 1981 fand in nur 2 Jahrzehnten annähernd eine Verdreifachung der Einwohnerzahl statt, bis auf 86.624 Einwohner. Dieser Entwicklung liegt unter anderem die Eingemeindung der Gemeinden Palau Sacosta, San Daniel und San Eugenia im Jahr 1962 zugrunde. 1968 kamen noch Salt und Sarriá de Ter hinzu.[5]
3. Bis 1991 war die Einwohnerzahl zunächst auf 68.656 gesunken, nachdem  Salt und Sarriá de Ter wieder ausgemeindet worden waren. Seitdem fand bis zur Volkszählung 2021 ein anhaltendes Wachstum von +48 % statt.

| Jahr      | 2021    | 2011   | 2001   | 1991   | 1981   | 1970   | 1960   | 1950   | 1940   | 1930   | 1920   | 1910   | 1900   | 1887   | 1860   | 1842  |
| --------- | ------- | ------ | ------ | ------ | ------ | ------ | ------ | ------ | ------ | ------ | ------ | ------ | ------ | ------ | ------ | ----- |
| Einwohner | 101.648 | 96.113 | 74.879 | 68.656 | 86.624 | 47.747 | 32.242 | 26.163 | 23.518 | 22.242 | 17.614 | 17.416 | 15.668 | 16.564 | 14.341 | 8.172 |

## Sehenswürdigkeiten

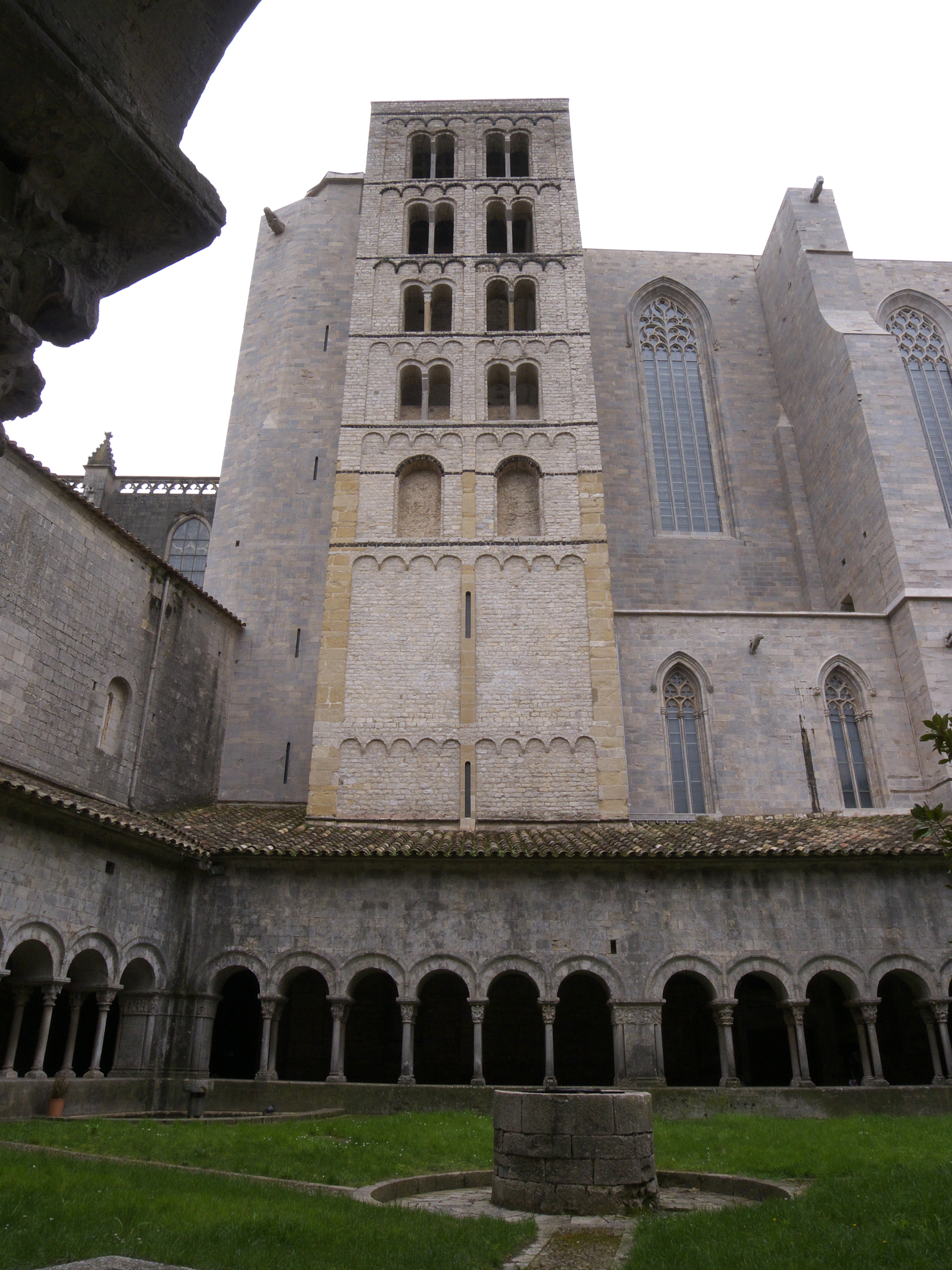
Kathedrale, Blick vom Kreuzgang zum Turm Karls des Großen

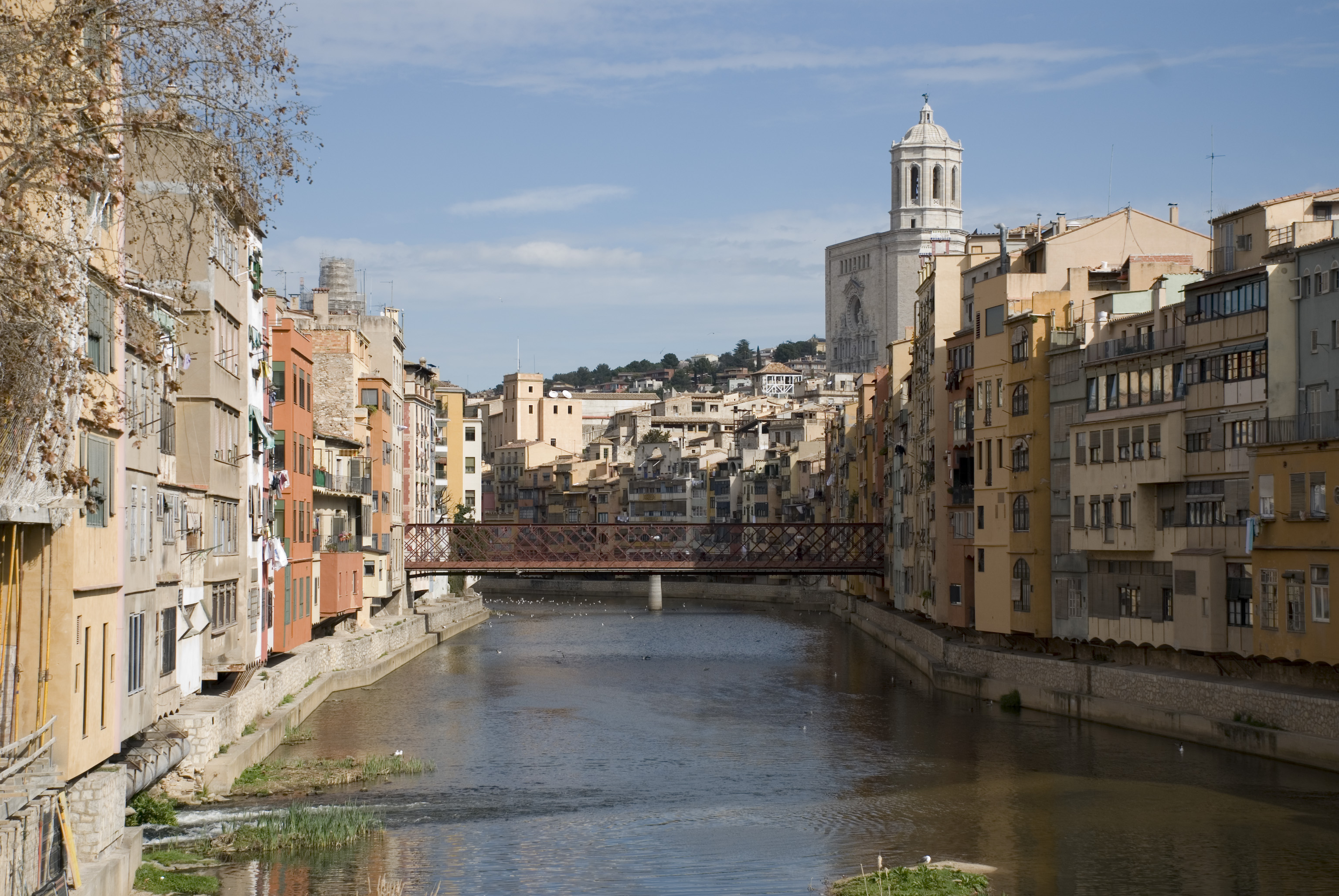
Häuser am Fluss Onyar

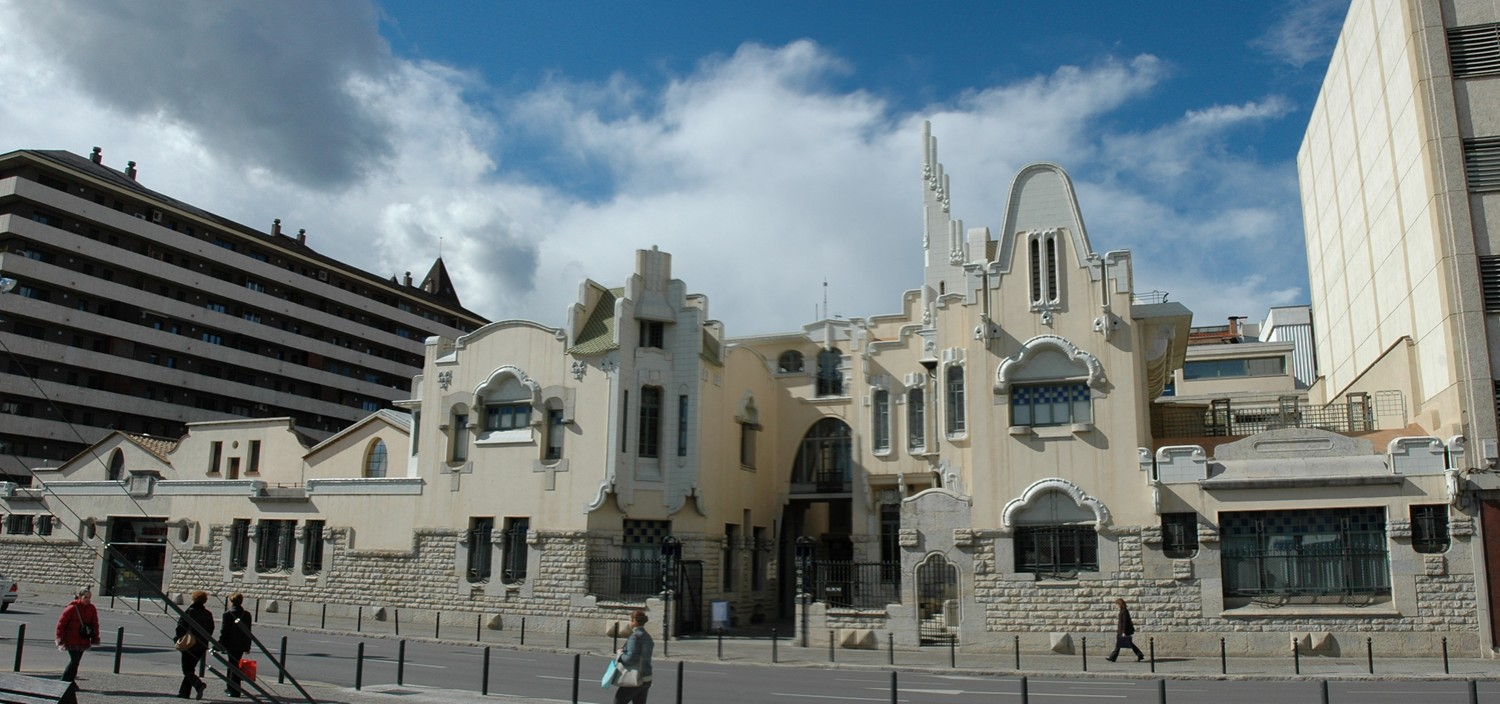
Farinera Teixidor – eines der bedeutendsten Bauwerke von Rafael Masó i Valentí

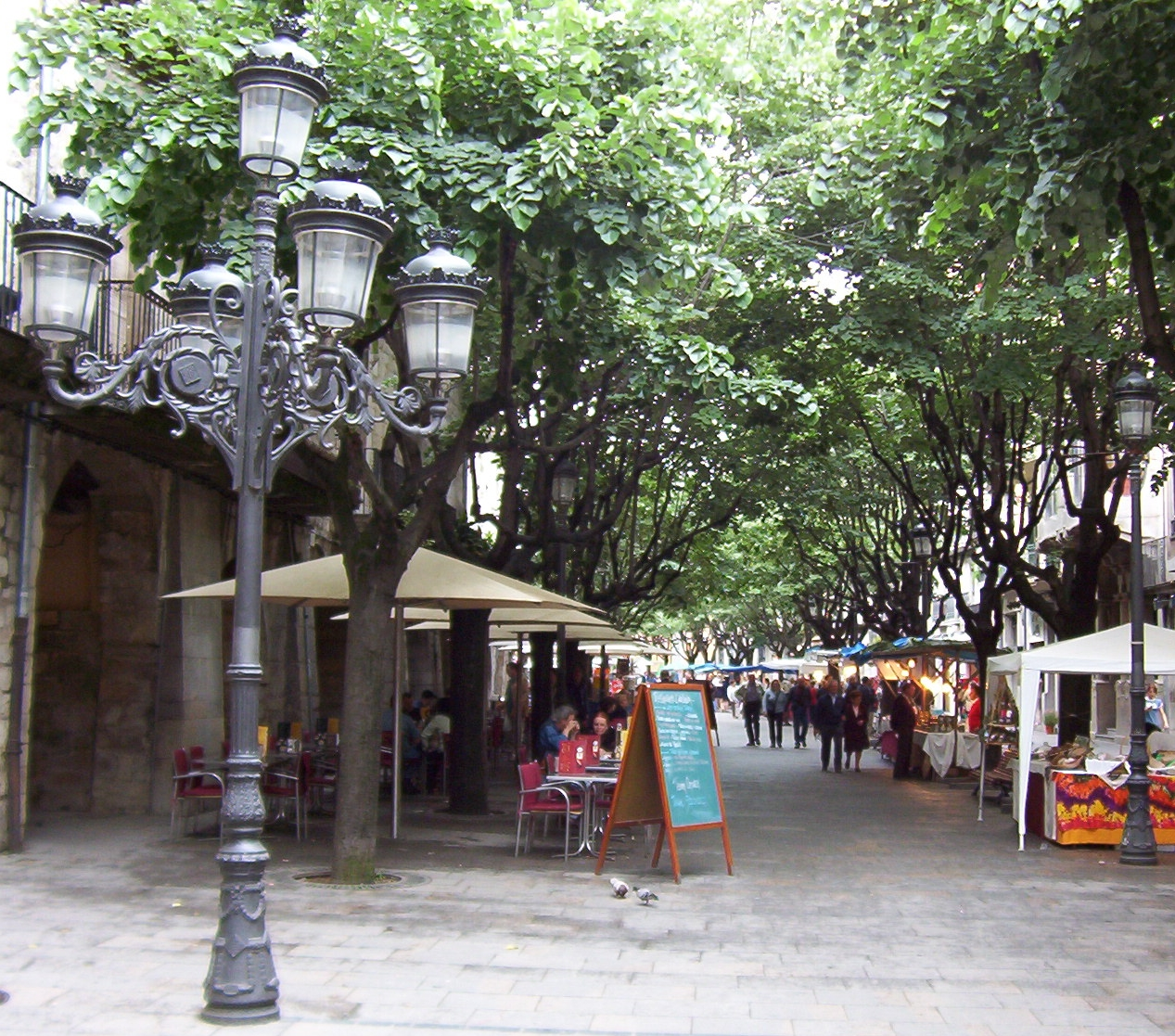
Flanier-Allee im Stadtzentrum

- Kathedrale von Girona
- Arabische Bäder
- Bauwerke von Rafael Masó i Valentí
- Kloster Sant Pere de Galligants
- Basílica de San Félix
- Museo de Arte de Gerona
- Museu d'Història dels Jueus

## Bildung
Die Universität Girona hat 14.000 Studenten.

## Wirtschaft und Infrastruktur
Girona hat den internationalen Flughafen Girona, der als Ausweichflughafen der Billigfluggesellschaften für Barcelona benutzt wird.
Seit 2013 ist Girona an die Schnellfahrstrecke Madrid–Barcelona angeschlossen, die mittlerweile über die LGV Perpignan–Figueres bis nach Frankreich verlängert wurde und dort Anschluss an die LGV in Frankreich hat.

## Ökologie
Wie alle spanischen Städte mit mehr als 50.000 Einwohnern sollte Girona zum 1. Januar 2025 eine Umweltzone (Zona de Bajas Emisiones, ZBE) ausweisen. Die nur für das historische Zentrum ausgewiesene ZBE Girona soll aber erst ab Sommer 2025 in Kraft treten. Die Einfahrtbeschränkungen sollen täglich von 7 bis 20 Uhr gelten, wobei jeder Einwohner  bis zu 24 unbegründete Ausnahmen für sich in Anspruch nehmen können soll.

## Küche
Eines der besten Restaurants der Welt, das El Celler de Can Roca, liegt in Girona.

## Sport
Der Fußballverein FC Girona spielt seit dem 19. Juni 2022 in der Primera División.
Girona ist außerdem ein Zentrum des Radsports und als solches Wahlheimat dutzender Rennradprofis.
Girona war einer der Austragungsorte bei der Frauen-Rugby-Union-Weltmeisterschaft 2002.

## Söhne und Töchter der Stadt
- Narcissus von Girona (4. Jahrhundert), Bischof von Girona (legendärer Apostel zur Hl. Afra)
- Mosche ben Nachman (Nachmanides) (1194–1270), Rabbiner, Arzt, Philosoph und Dichter
- Jona Gerondi (1200–1263), Rabbiner und Moralist
- Lluís Borrassà (1375?–1425), Maler
- Francesc Sans i Cabot (1828–1881), Maler
- Richard Guino (1890–1973), französischer Bildhauer katalanischer Herkunft
- Xavier Cugat (1900–1990), Komponist, Cartoon-Zeichner, Sänger, Arrangeur und Orchesterleiter
- Luis Santaló (1911–2001), Mathematiker
- Xavier Montsalvatge (1912–2002), Komponist und Musikkritiker
- Domènec Fita i Molat (1927–2020), Bildhauer, Maler, Glasmaler und Zeichner
- Ricardo Estarriol (1937–2021), Osteuropaexperte, Journalist
- Pedro Brugada (* 1952), Kardiologe
- Joan Planellas i Barnosell (* 1955), katholischer Geistlicher, Erzbischof von Tarrgona
- Miquel Soler (* 1965), Fußballspieler
- José Antonio Escuredo (* 1970), Bahnradsportler
- Isaki Lacuesta (* 1975), Filmregisseur
- César Rendueles (* 1975), Soziologe, Hochschullehrer, Herausgeber und Essayist
- Cristina Bes Ginesta (* 1977), Skibergsteigerin
- Ferran Corominas (* 1983), Fußballspieler
- Ángel Martínez Cervera (* 1986), Fußballspieler
- Sergi Reixach (* 1989), Pokerspieler
- Marta Xargay (* 1990), Basketballspielerin
- Pau López (* 1994), Fußballspieler
- Pol Toledo Bagué (* 1994), Tennisspieler
- Albert Arenas (* 1996), Motorradrennfahrer
- Aleix García (* 2000), Ruderer
- Djordje Cikusa Jelicic (* 2005), Handballspieler

## Städtepartnerschaften
- Reggio nell’Emilia (Italien), seit 1982
- Albi (Frankreich), seit 1985
- Bluefields (Nicaragua), seit 1987
- Farsia (Westsahara), seit 1997
- Nueva Gerona (Kuba), seit 2001
- Nashville (Tennessee, Vereinigte Staaten), seit 2005